# Худенко, Николай Владимирович
Никола́й Влади́мирович Худе́нко (1924 — 5 октября 1943) — младший сержант Рабоче-крестьянской Красной Армии, участник Великой Отечественной войны, Герой Советского Союза (1944).

## Биография
Николай Худенко родился в 1924 году в деревне Преображенка.
После окончания семи классов школы работал в колхозе.
В августе 1942 года Худенко был призван на службу в Рабоче-крестьянскую Красную Армию. С августа 1943 года — на фронтах Великой Отечественной войны.
К сентябрю 1943 года гвардии младший сержант Николай Худенко был бронебойщиком роты противотанковых ружей 182-го гвардейского стрелкового полка 62-й гвардейской стрелковой дивизии 37-й армии Степного фронта. Отличился во время битвы за Днепр. 28 сентября 1943 года расчёт Худенко переправился через Днепр в районе села Мишурин Рог Верхнеднепровского района Днепропетровской области Украинской ССР и принял активное участие в боях за захват и удержание плацдарма на его западном берегу. В тех боях Худенко лично уничтожил ряд вражеских огневых точек, что позволило расширить плацдарм до села Куцеволовка Онуфриевского района Кировоградской области. 5 октября 1943 года он погиб в бою. Похоронен в братской могиле в Куцеволовке.

## Награды
Указом Президиума Верховного Совета СССР от 22 февраля 1944 года за «образцовое выполнение боевых заданий командования при форсировании реки Днепр, развитие боевых успехов на правом берегу реки и проявленные при этом отвагу и геройство» гвардии младший сержант Николай Худенко посмертно был удостоен высокого звания Героя Советского Союза. Также посмертно был награждён орденом Ленина.

## Память
В честь Худенко названы:
- улица в Чкаловском посёлке Октябрьского района Омска[2][3]
- улица в Саргатском[3].